# Bolitoglossa meliana
Bolitoglossa meliana es una especie de salamandra de la familia Plethodontidae del género Bolitoglossa.
Es endémica de Guatemala y se ha observado en varias localidades en las montañas del centro de Guatemala, en la Sierra de Chuacús.
Su hábitat natural es el bosque nuboso, y los bosques húmedos de roble y pino. Se puede encontrar por debajo de troncos, bajo la corteza de troncos caídos, o en bromelias.
La especie está amenazada por destrucción de hábitat.